# 020+020 (locomotive)

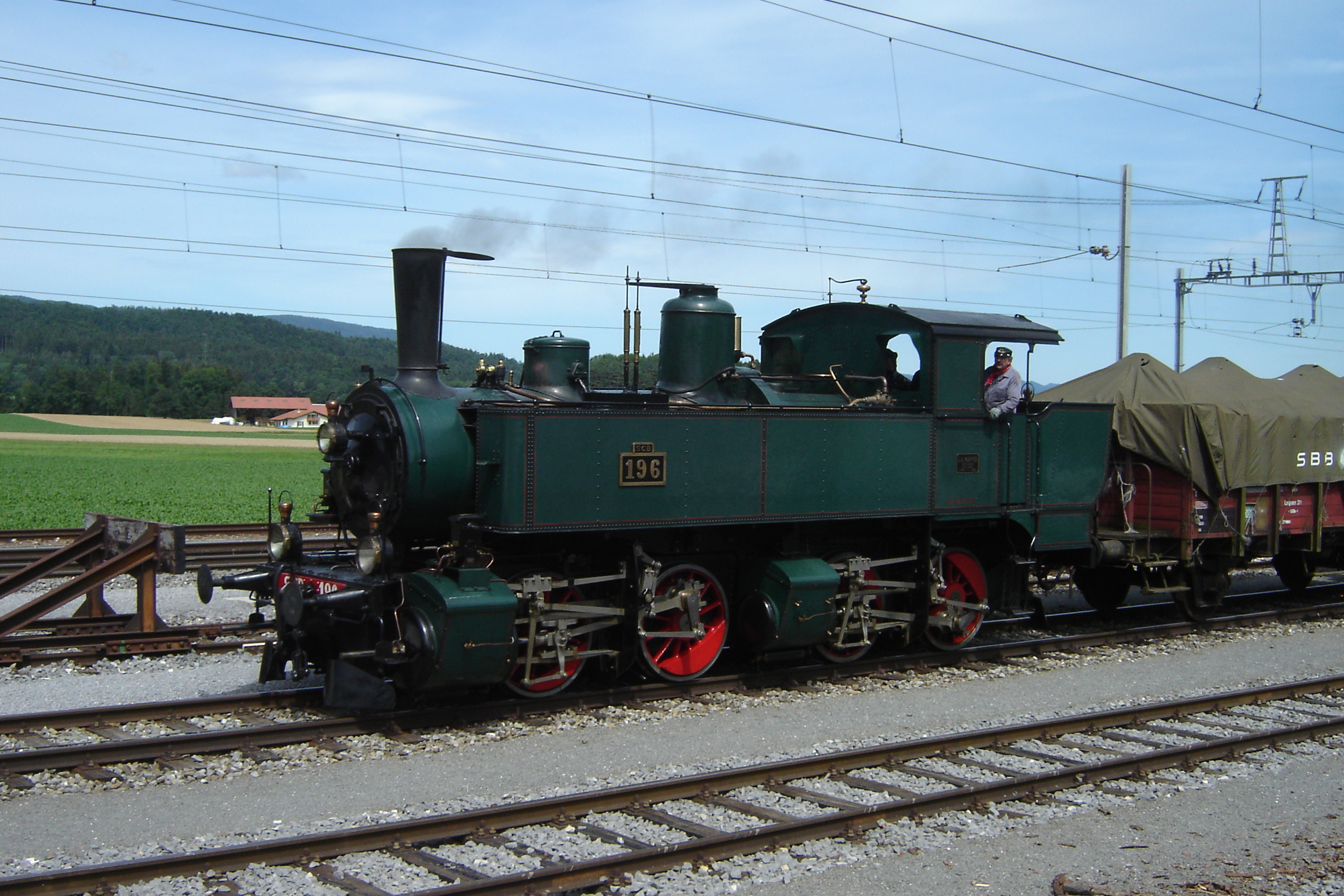
Locomotive articulée Mallet 020-020, des chemins de fer suisses

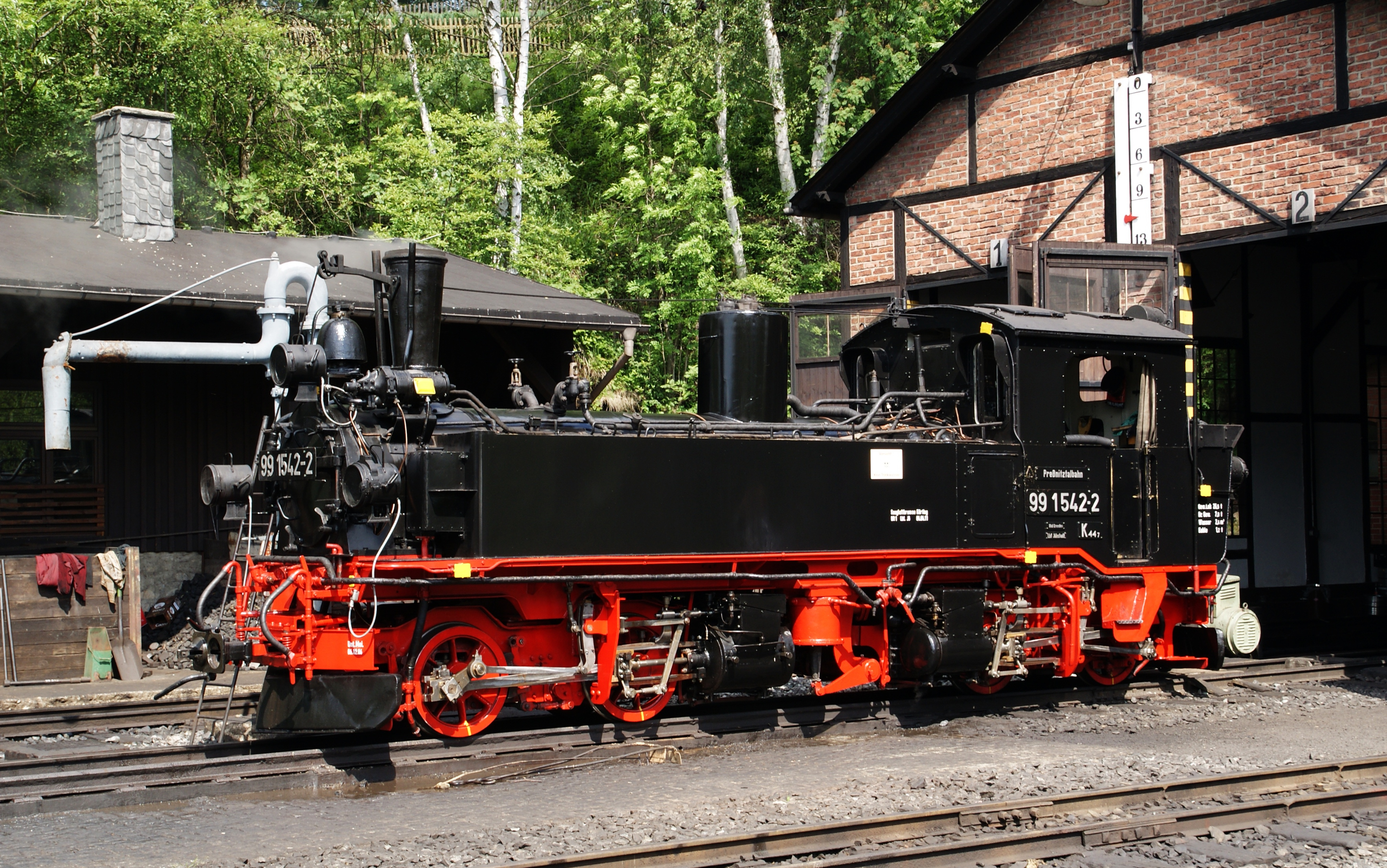
Locomotive articulée système Meyer 020-020, des chemins de fer allemands

Une locomotive de type 020+020 est une locomotive articulée comprenant deux groupes de deux essieux. L'ensemble comprend 4 essieux moteurs. Les groupes d'essieux sont indépendants.
Les groupes sont désignés par leur position: on parle du groupe avant et du groupe arrière. Chaque groupe possède deux cylindres. Une 020-020 possède  toujours 4 cylindres. 
On trouve cependant des machines 020-020 à deux cylindres: les locomotives système Hagans.

## Types de 020+020
- locomotive Mallet
- locomotive Fairlie
- locomotive Meyer
- locomotive Garratt
- locomotive Kitson

## Codifications
Ce qui s'écrit :
- 0-4-4-0 en codification Whyte.
- 020+020 en codification d'Europe continentale.
- BB en codification allemande et italienne.
- 44 en codification turque.
- 2x2/2 en codification suisse.